# Elina Avanesian
Elina Avanesyan (Piatigorsk, 17 de septiembre de 2002) es una tenista profesional armenia nacida en Rusia.
Avanesian tiene un ranking de individuales WTA más alto de su carrera, n.º 39, logrado el 3 de marzo de 2025. También tiene un ranking WTA más alto de su carrera, n.º 272 en dobles, logrado el 18 de septiembre de 2023.
Avanesian hizo su debut en el cuadro principal de la WTA en el Torneo de Bogotá 2022, llegó por primera vez a los cuartos de final de un torneo WTA, donde fue derrotada por la colombiana Camila Osorio, cabeza de serie n.º 1.
En agosto de 2024, se convirtió en ciudadana armenia y comenzó a representar a Armenia.

## Títulos WTA (0; 0+0)

### Individual (0)
| Leyenda              |
| -------------------- |
| Grand Slam (0)       |
| Juegos Olímpicos (0) |
| WTA Finals (0)       |
| WTA 1000 (0)         |
| WTA 500 (0)          |
| WTA 250 (0)          |

#### Finalista (1)
| N.º | Fecha               | Torneo | Superficie    | Oponente en la final | Resultado           |
| --- | ------------------- | ------ | ------------- | -------------------- | ------------------- |
| 1.  | 26 de julio de 2024 | Iasi   | Tierra batida | Mirra Andreeva       | 7-5, 5-7, 0-4, ret. |